# Olena Župijeva-Vjazova
Olena Župijeva-Vjazova (ukrajinsko Олена Жупієва-В'язова), ukrajinska atletinja, * 28. marec 1984, Arhangelsk, Sovjetska zveza.
Nastopila je na poletnih olimpijskih igrah v letih 1988 in 1992, leta 1988 je osvojila bronasto medaljo v teku na 10000 m. Na svetovnih prvenstvih je osvojila srebrno medaljo v isti disciplini leta 1987.